# Palazzo Spinelli (Neapel)

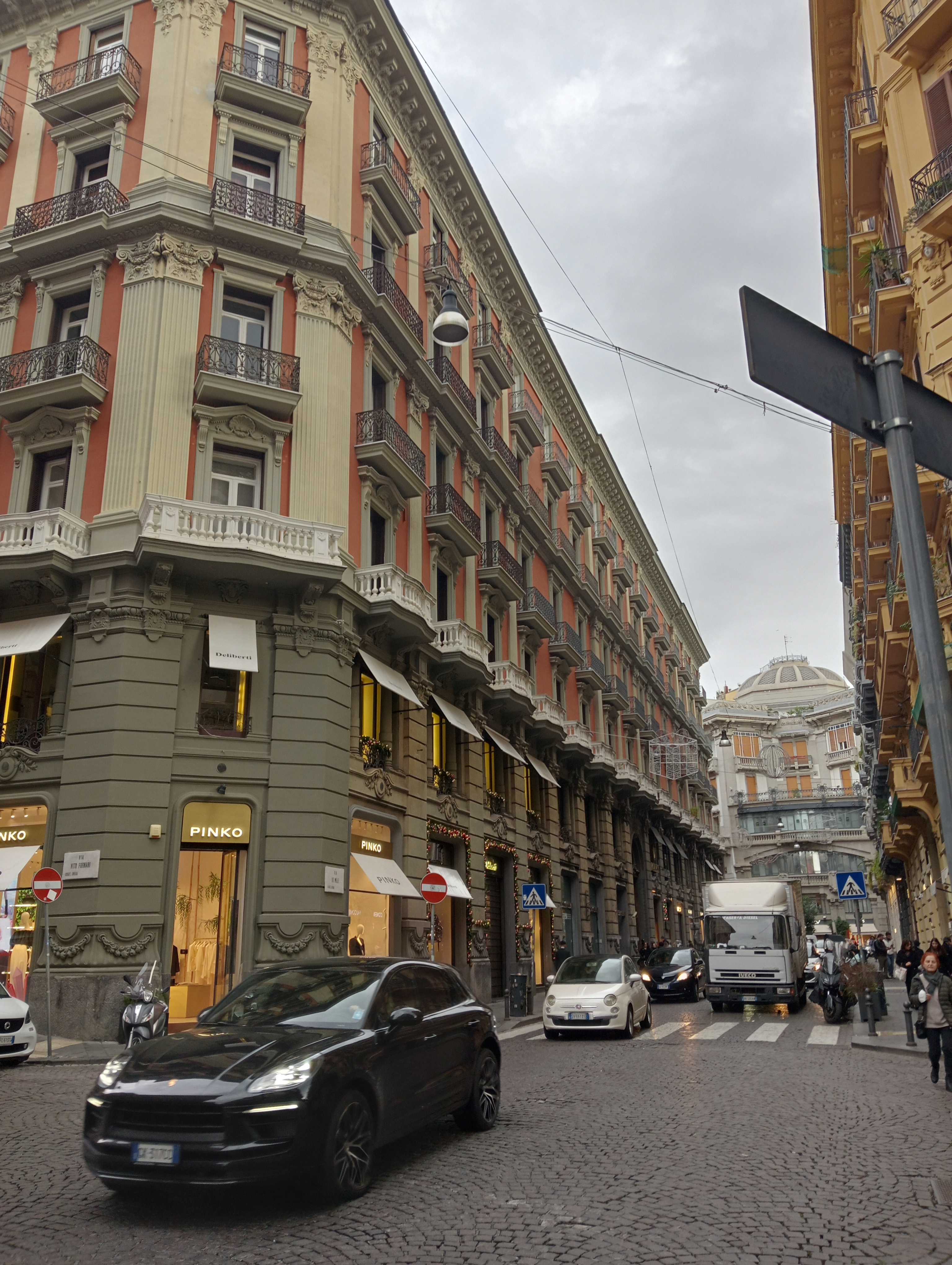
Palazzo Spinelli in Neapel

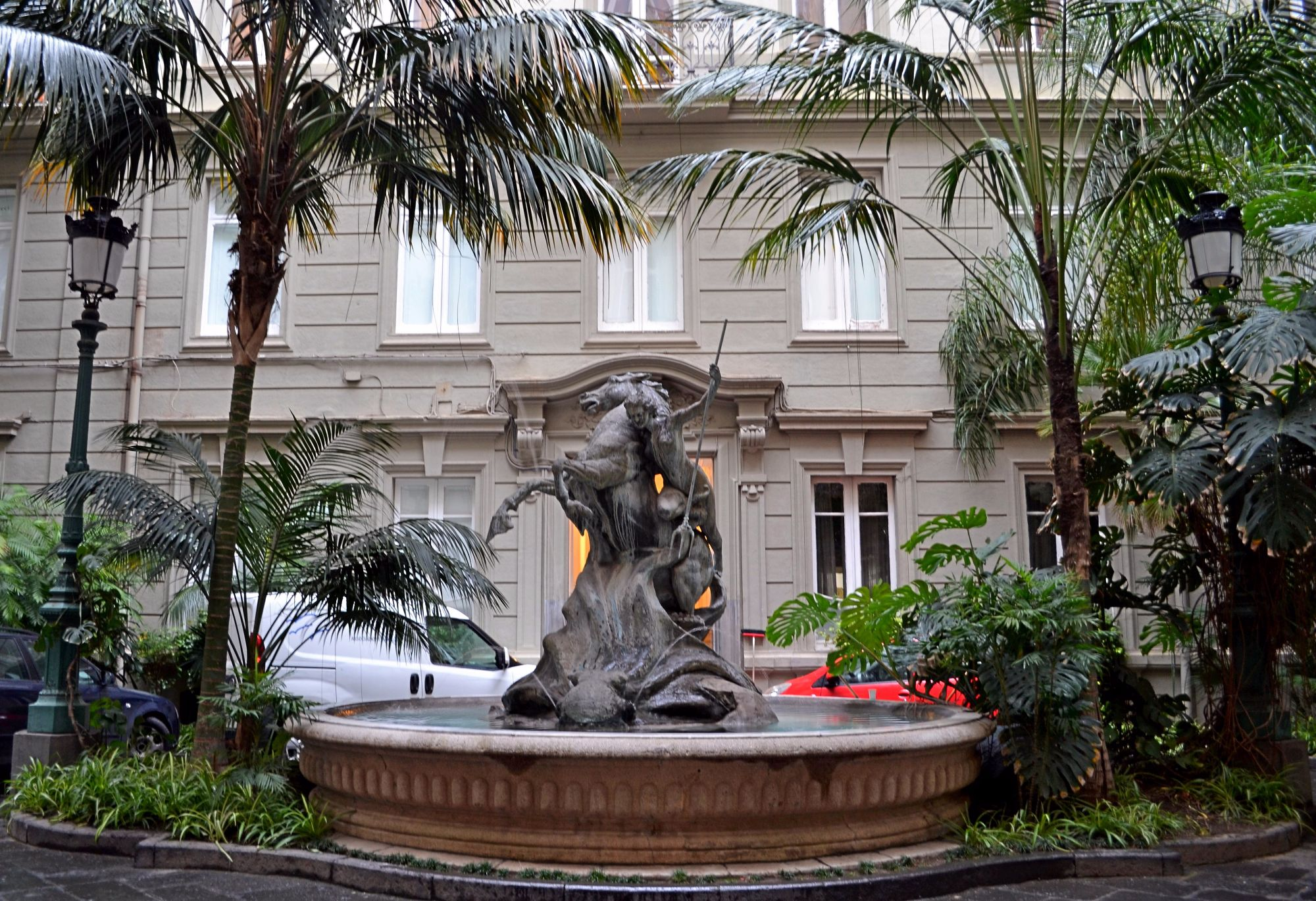
Brunnen im Hof des Palastes

Der Palazzo Spinelli ist ein historistischer Palast aus den 1900er-Jahren im Viertel Chiaia in Neapels in der italienischen Region Kampanien. Er liegt in der Via dei Mille, 16.

## Beschreibung und Geschichte
Der sechsstöckige Palast ist auf der Südseite durch Balkone, geschmückt durch Halbsäulen und Rocailles, gekennzeichnet. Die leicht gewölbten Balkongeländer in Travertin rufen einen starken Brucheffekt zu den Seitenbalkonen mit Geländern aus Schmiedeeisen hervor. Das oberste Stockwerk, das von den unteren durch ein Gesims mit gebrochenem Tympanon getrennt ist, wird durch kleinere, aber nicht weniger eindrucksvolle, Fenster bereichert.
Der Garten ist durch einen wertvollen Brunnen, der durch eine Skulptur von Luigi de Luca und Gennaro Raiano bereichert wird, die einen Satyr darstellt, der auf einem Seepferdchen reitet, das aus den Tentakeln eines Kopffüßers entweicht, in den Hof integriert.
In dem Palast war das wohnte der Musiker Enrico de Leva, der, zusammen mit seinem Freund und Kollegen Salvatore Di Giacomo, zu dessen Gedenken eine Inschrift angebracht wurde, einige Opern komponierte.